# Eosembia thoracica
Eosembia thoracica är en insektsart som först beskrevs av Davis 1940.  Eosembia thoracica ingår i släktet Eosembia och familjen Oligotomidae. Inga underarter finns listade i Catalogue of Life.